# Список умерших в 413 году
В этой статье представлен список известных людей, умерших в 413 году.
- См. также: Категория:Умершие в 413 году

## Март
- 7 марта — Гераклиан — римский император-узурпатор в Африке в 413 году, казнён.

## Сентябрь
- 13 сентября — Марцеллин Карфагенский — христианский мученик, сторонник узурпатора Гераклиана, казнён вместе со своим братом Апрингием.

## Дата неизвестна или требует уточнения
- Агреций — соратник Децима Рустика и узурпатора Иовина, казнён.
- Бхадраварман I, он же Фам Хо Дат — правитель Тямпы (380—413), пропал без вести в бою с китайскими войсками.
  - Чен Чен и На Ненг, сыновья Фам Хо Дата, погибли в ходе гражданской войны.
- Евпраксия Константинопольская (30) — православная святая, канонизирована в лике преподобных, племянница императора Феодосия Великого.
- Иовин — римский император-узурпатор в Галлии в 411—413 гг., казнён.
  - Себастиан (узурпатор) — римский император-узурпатор в Галлии в 412—413 гг., брат Иовина, казнён.
  - Саллюстий (брат Иовина) — брат вышеперечисленных узурпаторов, казнён.
- Квангэтхо, также называемый Квангэтхо Великий (39) — ван Когурё (391—413).
- Кумараджива (79) — буддийский монах, один из четырёх крупнейших переводчиков буддийской литературы на китайский язык.
- Пруденций (65) — римский христианский поэт.
- Сар Готский — готский военачальник на римской службе, погиб в бою с узурпатором Иовином.
- Синезий Киренский — христианский богослов, философ-неоплатоник.
- Цяо Цзун — китайский военачальник, самопровозглашённый правитель царства Чэнду (Западная Шу, 405—413), разбит Лю Юем, покончил с собой после поражения.
  - Цяо Даофу, двоюродный брат и полководец Цяо Цзуна, захвачен в плен и казнён Чжу Линши, полководцем Лю Юя.
  - Хоу Хуэй и Цяо Шэнь, полководцы Цяо Цзуна, погибли в бою.

| ← в 412 году | Список умерших в 413 году | в 414 году → |